# 120347 Salacia
120347 Salacia (/səˈleɪʃə/), số hiệu tạm thời 2004 SB60, là một thiên thể bên ngoài Sao Hải Vương nằm trong Vành đai Kuiper, có đường kính xấp xỉ 850 kilomet và gần như chắc chắn là một hành tinh lùn. Tính đến 2018, nó nằm cách Mặt Trời khoảng 44,8 đơn vị thiên văn (AU), và có cấp sao biểu kiến 20,7 ở xung đối.
Salacia được khám phá ra vào ngày 22 tháng 9 năm 2004, bởi các nhà thiên văn học người Mỹ Henry G. Roe, Michael E. Brown và Kristina M. Barkume tại Đài thiên văn Palomar tại California, Mỹ. Nó đã được quan sát 124 lần, với những hình ảnh trước khi khám phá ra từ tận ngày 25 tháng 7 năm 1982. Salacia có quỹ đạo quanh Mặt Trời ở khoảng cách trung bình lớn hơn của Sao Diêm Vương một chút. Nó được đặt tên theo vị nữ thần La Mã Salacia và có một vệ tinh tự nhiên đã biết duy nhất, Actaea.

## Quỹ đạo

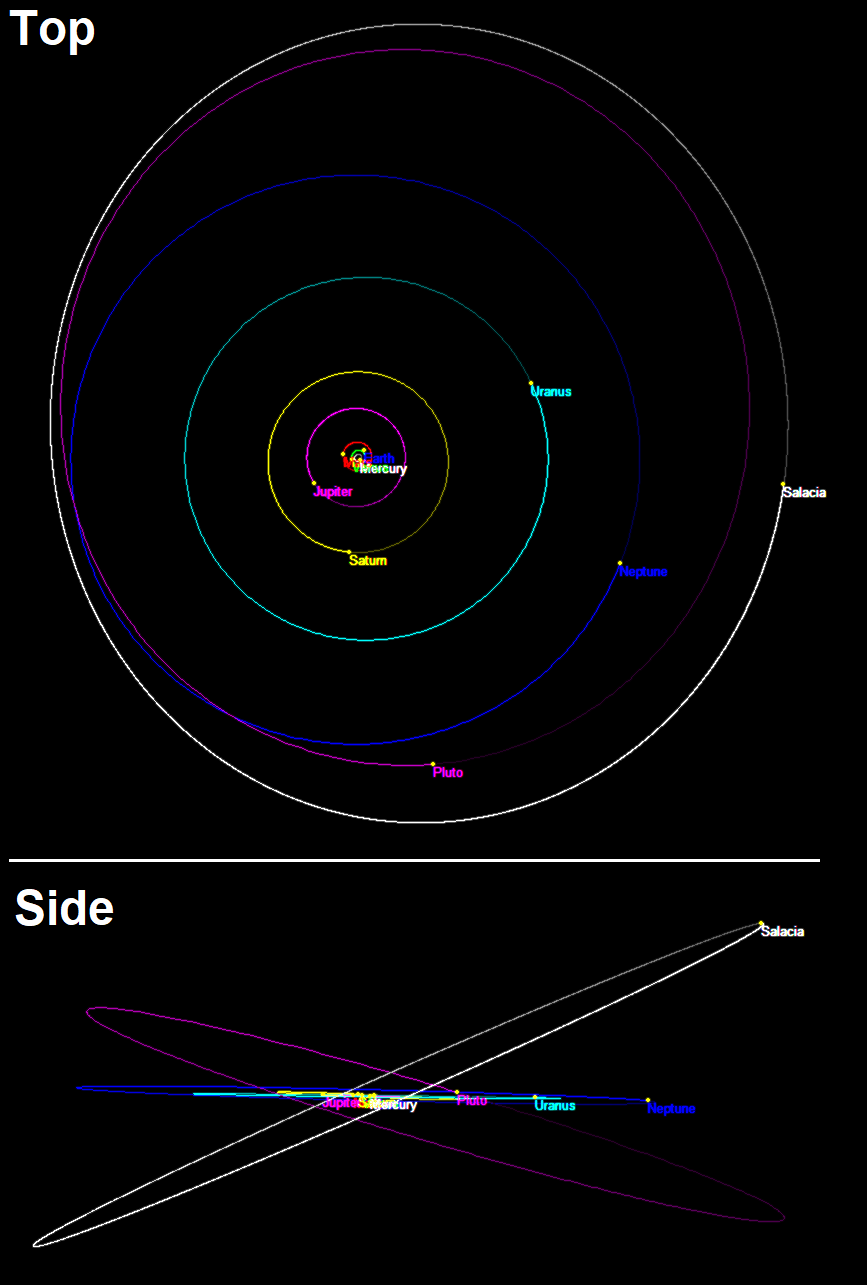
Quỹ đạo của Salacia tương tự như Sao Diêm Vương, ngoại trừ một kinh độ của điểm nút lên gần đối lập. Vị trí hiện tại của nó gần vị trí phía Bắc nhất của nó trên mặt phẳng hoàng đạo.

## Đặc điểm vật lý
Tính đến năm 2019, Tổng trọng lượng của hệ Salacia–Actaea là (4,922±0,071)×1020 kg, trong đó khoảng 96% sẽ là bản thân Salacia, từ đường kính tương đối. Salacia đủ lớn để khó có khả năng có một độ rỗng đáng kể, và có khả năng là bị phân tách. Một lõi đá (với độ đặc 2,77–3,66 g/cm³) có thể chiếm 0,4–0,65 tổng đường kính của Salacia nếu như lớp phủ nước đá không xốp, và 0,45–0,7 tổng đường kính nếu như lớp phủ có độ rỗng 10%.